# 大多喜ガス
大多喜ガス株式会社（おおたきガス）は、千葉県茂原市に本社を置くガス会社である。関東天然瓦斯開発との共同持株会社であるK&Oエナジーグループ株式会社の完全子会社である。

## 沿革
- 1956年（昭和31年）8月 - 大天瓦斯販売株式会社を東京都中央区に設立。
- 1957年（昭和32年）1月 - 大多喜天然瓦斯株式会社に社名変更。関東天然瓦斯開発よりガス事業を譲渡。
- 1992年（平成4年）1月 - 大多喜ガス株式会社に社名変更[2]。千葉県茂原市に本店移転。
- 1995年（平成7年）2月 - 成東町営ガスを買収[3]。
- 1996年（平成8年）9月 - 東京証券取引所2部に上場[4]。
- 2013年（平成25年）8月 - 親会社の関東天然瓦斯開発との共同株式移転による経営統合を発表[5]。
- 2014年（平成26年）1月 - 関東天然瓦斯開発とともにK&Oエナジーグループ株式会社の完全子会社となる。
- 2018年（平成30年）1月 - LPガス事業を行うオータキ産業株式会社を吸収合併。

## 営業エリア
- 千葉県:茂原市、一宮町、大多喜町、千葉市（緑区および中央区の南部）、市原市、八千代市、山武市（旧成東町）、長生村